# Batailles d'Inönü
Guerre gréco-turque
Les batailles d'İnönü sont deux batailles qui opposèrent l'armée turque a l'armée grecque pendant la guerre gréco-turque. Elles eurent lieu près du village turc d'İnönü et furent toutes les deux remportées par les Turcs de Mustafa Kemal. 

## Première bataille d'İnönü
La Première bataille d'İnönü eut lieu du 9 au 11 janvier 1921. Les troupes grecques commandées par Papoulas devaient attaquer les troupes turques commandées par İsmet Pacha, retranchées dans la gare d'İnönü. D'abord victorieux, les Grecs repoussèrent les Turcs qui étaient sur le point d'abandonner Eskişehir, quand les Grecs durent abandonner et se retirer.

## Seconde bataille d'İnönü
La Seconde bataille d'İnönü débuta avec l'assaut de troupes grecques sur les positions des troupes turques commandées par İsmet Pacha le 26 mars 1921. Les Grecs, mieux équipés, repoussèrent les Turcs et prirent la colline d'İnönü le 27 mars. Une contre-attaque turque dans la nuit échoua. Le 31 mars, les Turcs reprirent la colline. Au cours du mois d'avril, les Turcs continuèrent leur avance en reprenant Afyon.

## Conséquences
Malgré le tournant dans la guerre que marquent ces deux victoires turques décisives, une polémique naquit sur l'action d'İsmet Pacha. Il avait en effet manqué sa chance de détruire l'ensemble de l'armée grecque présente, qui au terme de la bataille sonna la retraite en bon ordre. Les deux parties subirent lors des deux batailles de nombreuses pertes et aucune des deux armées ne put désormais lancer une offensive.
İsmet Pacha changea son nom en İsmet İnönü. C'est sous ce nom qu'il succéda à Atatürk en 1938.